# سان كريستوبال (جمهورية الدومينيكان)
سان كريستوبال هي بلدية في جمهورية الدومينيكان، تتبع محافظة سان كريستوبال، بلغ عدد سكانها 275,232 نسمة، تبلغ مساحتها 226.52 كيلومتر مربع.

## المناخ
يظهر الجدول التالي التغييرات المناخية على مدار السنة لسان كريستوبال:
| البيانات المناخية لـسان كريستوبال              | البيانات المناخية لـسان كريستوبال | البيانات المناخية لـسان كريستوبال | البيانات المناخية لـسان كريستوبال | البيانات المناخية لـسان كريستوبال | البيانات المناخية لـسان كريستوبال | البيانات المناخية لـسان كريستوبال | البيانات المناخية لـسان كريستوبال | البيانات المناخية لـسان كريستوبال | البيانات المناخية لـسان كريستوبال | البيانات المناخية لـسان كريستوبال | البيانات المناخية لـسان كريستوبال | البيانات المناخية لـسان كريستوبال | البيانات المناخية لـسان كريستوبال |
| الشهر                                          | يناير                             | فبراير                            | مارس                              | أبريل                             | مايو                              | يونيو                             | يوليو                             | أغسطس                             | سبتمبر                            | أكتوبر                            | نوفمبر                            | ديسمبر                            | المعدل السنوي                     |
| ---------------------------------------------- | --------------------------------- | --------------------------------- | --------------------------------- | --------------------------------- | --------------------------------- | --------------------------------- | --------------------------------- | --------------------------------- | --------------------------------- | --------------------------------- | --------------------------------- | --------------------------------- | --------------------------------- |
| متوسط درجة الحرارة الكبرى °م (°ف)              | 29.6 (85.3)                       | 29.8 (85.6)                       | 30.6 (87.1)                       | 31.3 (88.3)                       | 31.3 (88.3)                       | 31.6 (88.9)                       | 32.2 (90.0)                       | 32.4 (90.3)                       | 32.4 (90.3)                       | 31.9 (89.4)                       | 31.1 (88.0)                       | 29.9 (85.8)                       | 31.2 (88.2)                       |
| المتوسط اليومي °م (°ف)                         | 24.3 (75.7)                       | 24.4 (75.9)                       | 25.0 (77.0)                       | 25.9 (78.6)                       | 26.4 (79.5)                       | 26.9 (80.4)                       | 27.4 (81.3)                       | 27.4 (81.3)                       | 27.2 (81.0)                       | 26.8 (80.2)                       | 25.9 (78.6)                       | 24.8 (76.6)                       | 26.0 (78.8)                       |
| متوسط درجة الحرارة الصغرى °م (°ف)              | 19.1 (66.4)                       | 19.0 (66.2)                       | 19.5 (67.1)                       | 20.5 (68.9)                       | 21.4 (70.5)                       | 22.2 (72.0)                       | 22.6 (72.7)                       | 22.4 (72.3)                       | 21.9 (71.4)                       | 21.6 (70.9)                       | 20.8 (69.4)                       | 19.7 (67.5)                       | 20.9 (69.6)                       |
| معدل هطول الأمطار مم (إنش)                     | 60.9 (2.40)                       | 51.1 (2.01)                       | 52.9 (2.08)                       | 72.4 (2.85)                       | 218.1 (8.59)                      | 214.8 (8.46)                      | 148.3 (5.84)                      | 202.5 (7.97)                      | 187.5 (7.38)                      | 210.5 (8.29)                      | 111.6 (4.39)                      | 68.8 (2.71)                       | 1٬599٫4 (62.97)                   |
| متوسط الأيام الممطرة (≥ 1.0 mm)                | 6.8                               | 5.9                               | 6.9                               | 7.5                               | 13.7                              | 12.4                              | 11.3                              | 11.9                              | 11.2                              | 12.8                              | 9.1                               | 8.1                               | 117.6                             |
| متوسط الرطوبة النسبية (%)                      | 76.3                              | 75.1                              | 72.6                              | 71.9                              | 76.9                              | 78.2                              | 76.2                              | 76.7                              | 77.3                              | 79.5                              | 77.5                              | 77.0                              | 76.3                              |
| المصدر: الإدارة الوطنية للمحيطات والغلاف الجوي |                                   |                                   |                                   |                                   |                                   |                                   |                                   |                                   |                                   |                                   |                                   |                                   |                                   |

## أعلام
- إيرفن سانتانا
- خوسيه أوليفا
- رافائيل تروخيو
- هيكتور تروخيو
- إيفان نوفا
- بريندا كاستيلو
- إدواردو بريتو